# 新土浦駅
新土浦駅（しんつちうらえき）は、かつて茨城県土浦市にあった筑波鉄道筑波線の駅（廃駅）である。

## 歴史
- 1959年（昭和34年）7月1日：常総筑波鉄道筑波線の駅として開業[3]。貨物駅に転換した真鍋駅の代替であった[2][4]。
- 1965年（昭和40年）6月1日：会社合併に伴い、関東鉄道の駅となる[5]。
- 1979年（昭和54年）4月1日：事業譲渡に伴い、筑波鉄道の駅となる[5]。
- 1987年（昭和62年）4月1日：筑波線の廃線に伴い廃止[2]。

## 駅構造
単式ホーム1面1線の地上駅。ホームはカーブの途中にあり、筑波方面を進行方向にして左側に位置した。ホームの両端に改札口があり、一方は旧陸前浜街道（現・国道354号）、もう一方は国道6号（現・国道125号）に通じていた。営業最終日まで駅員配置駅だった。

## 駅周辺
旧・真鍋町中心部付近に位置する。
- 土浦市民会館
- 土浦第一女子高等学校（現・つくば国際大学高等学校）
- 真鍋郵便局
- 新土浦バス停留所 - 常磐急行交通

## 隣の駅
筑波鉄道
筑波線
土浦駅 -（真鍋信号所）- 新土浦駅 - 虫掛駅